# 新义铁路
新义铁路是中国辽宁省中部的一条铁路，全长131.5公里，于1937年10月正式投入运营。线路东起辽宁省锦州市黑山县新立屯镇境内的大郑铁路新立屯站，向西北经阜新市大巴镇、新邱区后折向西南，沿医巫闾山山区北端进入属于大凌河支流的细河流域，并一直沿河到达大凌河南岸的义县站与锦承铁路接轨。

## 历史

### 建设背景
九一八事变后，由大日本帝國扶植的傀儡政权满洲国于1932年3月1日建立，为了开采掠夺阜新境内的煤炭资源，日本决定修建新义铁路。新义铁路于1935年6月开工，1936年12月完成铺轨，后于1937年10月正式投入运营。

## 扩能改造
2008年8月铁道部同意该线路扩能改造，并开展前期工作；2009年10月预可研通过铁道部评审；今年3月通过了项目工程可研评审。经铁道部组织专家对线路、站场实地踏勘和项目评审，确定该项目技术标准为国铁I级、双线、设计速度120公里/小时、电气化，年运输能力5000万吨，建设期两年半。
在阜新南-李金区间还建立了新线，新设清河门北站，而阜新南-李金之间的旧线（阜新南-东梁-伊吗图-艾友营-清河门-雹神-李金）则改称阜金铁路。
2016年12月新立屯-新邱段复线改造完工，2019年1月新义线全线复线改造完工，2020年8月完成电气化工程。

## 与其他铁路的连接
- 新立屯站：高新线、大郑线
- 新邱站：巴新线
- 义县站：锦承线